# Minden (Iowa)
Minden – miasto w Stanach Zjednoczonych, w stanie Iowa, w hrabstwie Pottawattamie. Zgodnie ze spisem statystycznym z 2000 roku, miasto liczyło 564 mieszkańców.